# Чорна магія
Чо́рна ма́гія — здійснення різноманітних впливів на людину або тварину з метою завдання їм шкоди.                                     Для цього використовуються різні види магічних практик.
Для завдання шкоди використовуються різні прийоми, насамперед заклинання і прокльони, воскові фігурки, ляльки. Свою надприродну силу для дії на об'єкт маг використовує опосередковано, використовуючи інші речі, зокрема й ті, що належать або були в контакті з жертвою.
Ви можете поставити захист, якщо ви практик. Але якщо ви звичайна людина, або вивчаєте тільки теорію то можете піти до практика (мага).
Маги не ділять світ на чорний і білий. І тому не може бути чорної магії. Так іноді спеціально пишуть, тому що звичайні люди розуміють поняття як біла, чорна магія. Є магія деструктивна, але не чорна. 

## Походження вислову
Першою відомою появою вислову «чорної магії» англійською мовою є епічна поема Едмунда Спенсера "Королева фей", де він англізує сучасний термін «nigromancy», що походить від латинського nigromantia, середньовічного варіанту necromantia («некромантія ») під впливом латинського niger ("чорний").
У поемі говориться:
«Бо він, тиран, який її тримає під опікою, 
Завдяки сильним чарам чорної магії,
У підземеллі заглиблює її тісне озброєння, 
Багато жахливих почуттів вказують на її захист». (Книга III, пісня XI)

## У масовій культурі
Концепції, пов’язані з чорною магією або описувані як чорна магія, є регулярною частиною книг, фільмів та іншої популярної культури. Приклади:
- "І виходить диявол" (1934) – роман Денніса Вітлі.
- "Дитина Розмарі" (1968) – роман жахів, центральною темою якого є чорна магія.
- The Craft (1996) – фільм жахів про чотирьох друзів, які втягуються в біле чаклунство, але звертаються до ритуалів чорної магії заради особистої вигоди.
- Серія книг про Гаррі Поттера (1997–2007) – заклинання та прокляття чорної магії називають « темними мистецтвами », від яких студентів вчать захищатися. Знята в серії фільмів (2001–2011).
- Шерлок Холмс (2009) – перший із трьох фільмів про Шерлока Холмса, знятих Гаєм Річі, містить елементи чорної магії, хоча пізніше було виявлено, що вони неправдиві.
- Під час російського вторгнення в Україну у 2022 році російські державні ЗМІ звинувачували Україну у використанні чорної магії, щоб захистити російську армію, зокрема звинувачуючи Олексія Арестовича у залученні чаклунів і відьом, а також українських солдатів у освяченні «зброї магією крові».